# Người Sắt 3
Người Sắt 3 (tựa gốc tiếng Anh: Iron Man 3, viết cách điệu trên màn ảnh là Iron Man Three) là phim điện ảnh siêu anh hùng của Mỹ năm 2013 dựa trên nhân vật truyện tranh cùng tên của Marvel Comics. Phim do hãng Marvel Studios sản xuất và Walt Disney Studios Motion Pictures chịu trách nhiệm phân phối. Đây là phần phim tiếp theo của hai phim điện ảnh Người Sắt (2008) và Người Sắt 2 (2010), đồng thời là bộ phim thứ 7 mở đầu cho Giai đoạn 2 trong Vũ trụ Điện ảnh Marvel (MCU). Phim do Shane Black đạo diễn, với phần kịch bản do chính anh và Drew Pearce chắp bút. Phim có sự tham gia của nam diễn viên Robert Downey Jr. trong vai Tony Stark / Người Sắt, cùng với đó là sự tham gia diễn xuất của Gwyneth Paltrow, Don Cheadle, Guy Pearce, Rebecca Hall, Stéphanie Szostak, James Badge Dale, Jon Favreau và Ben Kingsley. Trong Người Sắt 3, Tony Stark đối mặt với căng thẳng và vết thương tâm lý do những sự kiện trong Biệt đội siêu anh hùng gây ra, trong khi đang điều tra một loạt các vụ tấn công khủng bố do nhân vật Mandarin bí ẩn lãnh đạo, đồng thời tạo nên xung đột với kẻ thù cũ là Aldrich Killian.
Sau khi phát hành Người Sắt 2 vào tháng 5 năm 2010, đạo diễn phần phim là Favreau quyết định không trở lại ghế chỉ đạo; và vào tháng 2 năm 2011, Black được thuê để viết kịch bản và đạo diễn phim. Black và Pearce lựa chọn để kịch bản tập trung nhiều hơn vào nhân vật và những yếu tố giật gân, trong đó có sử dụng các khái niệm từ tiểu phần "Extremis" của Warren Ellis. Suốt tháng 4 và tháng 5 năm 2012, quá trình tuyển vai phụ của phim đã hoàn tất khi Kingsley, Pearce và Hall hóa thân vào những vai diễn chủ chốt. Phim khởi quay vào ngày 23 tháng 5 và kéo dài đến ngày 17 tháng 12 năm 2012, chủ yếu tại xưởng phim EUE/Screen Gems Studios ở Wilmington, Bắc Carolina. Khâu ghi hình phụ diễn ra tại nhiều địa điểm xung quanh Bắc Carolina, Florida, Trung Quốc và Los Angeles. Có 17 công ty chịu trách nhiệm xử lý phần hiệu ứng hình ảnh như Scanline VFX, Digital Domain và Weta Digital. Phim được chuyển đổi sang định dạng 3D trong giai đoạn hậu kỳ.
Ngày 14 tháng 4 năm 2013, Người Sắt 3 có buổi lễ ra mắt tại Grand Rex ở Paris. Phim lần lượt khởi chiếu tại Hoa Kỳ vào ngày 3 tháng 5 và tại Việt Nam vào ngày 26 tháng 4 năm 2013. Phim nhận nhiều lời tán dương về diễn xuất, hiệu ứng hình ảnh, chuỗi phân cảnh hành động, nét hài hước, nội dung phim và nhạc nền của Brian Tyler, trong khi lượng đón nhận plot twist của phim gây trái chiều. Tác phẩm giành được thành công lớn từ doanh thu phòng vé khi thu về hơn 1.2 tỷ USD trên toàn cầu, trở thành phim điện ảnh có doanh thu cao thứ hai trong năm 2013 và phim điện ảnh có doanh thu cao thứ hai phát hành trong năm chỉ tính riêng tại thị trường Hoa Kỳ và Canada. Bộ phim cũng trở thành phim điện ảnh thứ sáu vượt qua mốc 1 tỷ USD và phim điện ảnh có doanh thu cao thứ năm mọi thời đại; trong dịp cuối tuần mở màn, phim xếp thứ sáu trong các phim có doanh thu mở màn cao nhất mọi thời đại. Tác phẩm giành một đề cử Oscar ở hạng mục hiệu ứng hình ảnh xuất sắc nhất, đồng thời nhận thêm một đề cử BAFTA ở cùng một hạng mục.

## Nội dung
Câu chuyện bắt đầu bằng một ký ức của Tony Stark xảy ra vào đêm giao thừa năm 1999. Khi đó anh đang tham gia một hội nghị khoa học ở Zürich cùng với nhà khoa học Maya Hansen, tác giả của một công trình nghiên cứu có tên gọi Extremis (một huyết thanh thử nghiệm cho phép phục hồi các vết thương nhanh chóng dù là nặng nhất). Tại đây, họ gặp nhà khoa học khuyết tật Aldrich Killian. Killian đã mời cả hai người cùng đến nghiên cứu tại công ty A.I.M. Nhưng Stark đã làm ngơ khiến cho Killian cảm thấy vô cùng nhục nhã.
Bảy tháng sau cuộc chiến bảo vệ thành phố New York của biệt đội Avengers, quá khứ kinh hoàng của cuộc chiến này vẫn ám ảnh Stark hằng đêm. Anh làm việc không ngừng nghỉ để chế tạo ra hàng tá những bộ giáp, điều đó vô tình đã gây ra xích mích giữa anh với người yêu, Pepper Potts. Trong khi đó, một loạt vụ đánh bom gây ra bởi một nhân vật bí hiểm, Mandarin đã khiến cho các cơ quan tình báo vô cùng lúng túng vì không tìm thấy tác nhân gây nổ. Bước ngoặt đã xảy ra khi Giám đốc an ninh của Tập đoàn Công nghiệp Stark Happy Hogan bị thương nặng trong một vụ như thế. Tony Stark vô cùng tức giận và ngay lập tức khiêu khích Mandarin trên truyền hình bằng việc tiết lộ công khai địa chỉ tư gia. Mandarin đã đáp trả bằng một vụ tấn công kinh hoàng phá hủy nhà của Stark. Maya Hansen, đến để cảnh báo cho Stark, đã may mắn sống sót cùng với Pepper. Stark thoát nạn nhờ bộ giáp Mark XLII vẫn đang thử nghiệm và được JARVIS đưa đến miền quê Tennessee - nơi một vụ đánh bom tương tự xảy ra trước các vụ của Mandarin. Bộ Mark XLII đã hết năng lượng khi đến nơi và cả thế giới đều tin rằng anh đã chết.
Ở Tennessee, anh hợp tác với Harley, một cậu bé 10 tuổi thông minh. Anh phát hiện ra nguyên nhân xảy ra các vụ việc là do các đối tượng thí nghiệm Extremis trở nên quá căng thẳng khiến cơ thể họ quá nhiệt và phát nổ. Cái chết của họ được ngụy tạo thành khủng bố để che đậy cho khuyết điểm của huyết thanh này. Stark đã được chứng kiến tận mắt sức mạnh của nó: tăng thân nhiệt dẫn tới khả năng hồi phục nhanh chóng, thể chất phi thường và tạo ra lửa, khi anh bị tấn công bởi hai thuộc hạ là Mandarin là Brandt và Savin. Stark giết được Brandt và đánh ngất Savin, nhưng bỏ lại Harley sạc bộ giáp mark XLII.
Với sự giúp đỡ của Harley, Stark đã lần ra dấu vết của Mandarin ở Miami. anh đột nhập vào đại bản doanh của hắn nhờ những trang bị tự chế và tài ứng biến khéo léo. Nhưng "Mandarin" hóa ra chỉ là một gã diễn viên kịch người Anh nghiện ma túy tên Trevor Slattery. Hắn thật thà khai rằng không biết gì về những việc làm mà hắn phải diễn dưới danh nghĩa Mandarin - vai mà Killian đã khoác cho mình. Killian đã hợp tác với Hansen phát triển Extremis để chữa trị cho chính hắn và mở rộng cho những cựu binh bị thương trong chiến tranh. Giữa lúc đó, Savin bất ngờ xuất hiện và đánh gục Stark. Khi anh tỉnh lại, Killian cho anh biết rằng Potts đã bị hắn bắt cóc và đang được truyền Extremis vào cơ thể. Hắn muốn Stark hợp tác để cải thiện Extremis. Bất ngờ, Hansen thay đổi ý định, đòi Killian phải thả Stark ngay, nhưng hắn đã ngay lập tức bắn chết cô.
Trước đó, Killian đã khôn khéo nhử được Người Sắt Ái Quốc James Rhodes (trước đây là War Machine) vào một cái bẫy rồi đánh cắp bộ giáp của anh. Stark thoát được và hợp tác với Rhodes phát hiện ra Killian sai Savin tấn công Không lực I đang chở Tổng thống Ellis. Stark đã điều khiển bộ giáp Mark XLII từ xa giết chết Savin và cứu toàn bộ phi hành đoàn nhưng lại không thể tìm thấy Tổng thống. Lần theo dấu vết, 2 người tìm đến một con tàu chở dầu hư hỏng nơi Killian định sát hại Tổng thống Ellis và truyền hình trực tiếp trên TV. Hắn cũng đã mua chuộc được phó Tổng thống khi hứa sẽ dùng Extremis để chữa trị cho con gái khuyết tật của ông. Stark triệu hồi binh đoàn Người Sắt từ tầng hầm nhà của mình đến để đối phó với tay sai của Killian. Trong khi Rhodes nhanh chóng cứu được Tổng thống và đưa ông tới nơi an toàn thì Stark cũng đã tìm được Potts Pepper. Tuy nhiên Potts bị kéo rơi xuống một đám lửa đang cháy. Stark vô cùng đau đớn và tức giận. Anh giáp mặt với Killian, chiến đấu một mất một còn với hắn. Anh giam hắn trong bộ giáp Mark XLII và cho nổ tung, nhưng Killian vẫn sống sót. Bất ngờ thay, Pepper Potts, cũng sống sót nhờ Extremis trong cơ thể, xuất hiện và giết chết Killian. Sau đó, Stark ra lệnh cho JARVIS phá hủy tất cả các bộ giáp còn lại để thể hiện sự thành tâm của mình dành cho Potts Pepper.
Cuối truyện, phó Tổng thống và Trevor Slattery bị bắt. Happy Hogan dần bình phục. Cậu bé Harley được cải thiện cuộc sống. Stark giúp ổn định Extremis trong cơ thể Potts Pepper. Anh cũng quyết định phẫu thuật gắp những mảnh đạn còn sót lại trong ngực và tháo lò phản ứng hồ quang ra khỏi cơ thể. Rồi anh đã ném lò phản ứng hồ quang một thời từng gắn bó với mình xuống biển. Phải chăng anh sẽ mãi là Người Sắt?
Cuối cùng, sau màn giới thiệu đoàn làm phim, xuất hiện cảnh Tony Stark đánh thức tiến sĩ Bruce Banner, người ngồi nghe anh kể chuyện nhưng đã ngủ gật từ khi câu chuyện mới bắt đầu.

## Diễn viên
- Tony Stark / Iron Man — Robert Downey, Jr.

Vẫn là một thiên tài, một nhà tỷ phú, một tay chơi, một người có tấm lòng bác ái và sở hữu trong tay hàng tá những bộ giáp sắt tự phát minh, tuy nhiên, ám ảnh về cuộc chiến suýt nữa lấy đi mạng sống của Stark trong The Avengers vẫn ám ảnh ông hằng đêm. Cuộc sống của ông cũng không suôn sẻ gì, mâu thuẫn với người yêu, kẻ thù ngày càng nhiều và nguy hiểm hơn... Nhưng Stark vẫn vượt qua tất cả. Điều gì mới có thể thách thức anh? Giới hạn nào mới có thể khuất phục được anh? Biên kịch Drew Pearce đã so sánh Stark như là James Bond của nước Mỹ "một siêu anh hùng với một khả năng phán đoán nguy hiểm và một người không thể đoán biết được, dù cho Stark chỉ là một "điệp viên tự do" thay vì là một chuyên gia như Bond". Pearce cũng ví Stark giống như những nhân vật chính trong The French Connection, nơi mà cá tính của những anh hùng trong phim chính là cái tạo nên sự hấp dẫn cho họ.
Lần thứ tư vào vai chính Tony Stark / Iron Man, Robert Downey vẫn không ngừng cố gắng để mang lại tính chân thực cho vai diễn. Ông chia sẻ: "Cảm nhận của tôi về phim là chúng tôi cần phải nỗ lực hết mình. Chúng tôi đang tìm cho mình con đường riêng và cố gắng xây dựng sao cho ăn khớp với The Avengers. Theo đó có rất nhiều điều mà chúng tôi cần giải quyết như "Chính xác chúng ta sẽ làm gì", "Chính xác chúng ta sẽ nói những gì", "Chúng ta sẽ diễn như thế nào", "Đâu sẽ là điểm kết thúc?"
- Virginia "Pepper" Potts — Gwyneth Paltrow

Bạn gái của Tony Stark, cộng sự lâu năm và là CEO của tập đoàn Công nghiệp Stark, Kevin Feige đã bình luận về nhân vật Pepper Potts như là một phần của mối tình tay ba giữa cô, Tony và những bộ giáp sắt. Feige cũng khẳng định phim đã sử dụng nhân vật này theo cách hoàn toàn mới, không phải theo kiểu "Anh hùng cứu mỹ nhân" như trước đây, khiến chúng ta sẽ phải tự đặt câu hỏi, liệu Pepper đang gặp nguy hiểm hay chính cô mới là vị cứu tinh?
Gắn bó với vai diễn này ngay từ đầu, Paltrow nói về Potts Pepper rằng: "Cô ấy vẫn yêu mến Tony, nhưng cũng đã hoàn toàn chán ngấy Tony. Ông luôn bị trói trong một cái vòng luẩn quẩn."
- James "Rhodey" Rhodes / Người Sắt ái Quốc — Don Cheadle

Bạn thân của Tony Stark, người giữ liên lạc giữa tập đoàn Công nghiệp Stark với lực lượng Không Quân Hoa Kỳ, Rhodes điều khiển bộ giáp Người Sắt ái Quốc (trước đây là War Machine), được thiết kế với hình ảnh của lá cờ Mỹ đầy cảm hứng (giống trong truyện) và nâng cấp để bảo vệ tổng thống. Đó cũng là cách chính phủ Hoa Kỳ muốn xây dựng lại hình ảnh của "Anh hùng Mỹ" trong mắt công chúng sau những sự kiện xảy ra trong The Avengers. Kevin Feige nói về Rhodes và bộ giáp: "Ý tưởng trong phim với một bộ giáp đỏ, trắng, xanh là một lời tuyên bố táo bạo, và đó là số mệnh của anh. Với Rhodey, anh ấy rất đối lập với tính cách lập dị của Tony. Bạn sẽ được chứng kiến điều này trong phim, nó sẽ giúp bạn nhớ lại sự tin tưởng cũng như tình bạn giữa bộ đôi tuyệt vời này.
- Aldrich Killian — Guy Pearce

Là người tạo ra virus Extremis và sáng lập nên công ty tư nhân AIM (Advanced Idea Mechanics), Killian đã phát triển Extremis để chữa trị cho bản thân, đồng thời giúp hắn có một sức mạnh phi thường và khả năng phát ra một lượng nhiệt vô cùng lớn. Hắn thực sự là đối thủ đáng gờm của Tony Stark.
Khi đóng vai diễn này, Guy Pearce miêu tả nhân vật của mình giống như "một kẻ tới thế giới với đầy thương tật". Dù vậy, hắn không chịu khuất phục trước số phận và đã dành cả đời tìm mọi cách vượt qua khó khăn. Tuy nhiên, sự ngoan cố cũng như những quyết định mù quáng trong cuộc chiến dành lấy một cuộc sống tốt đẹp hơn đã khiến hắn trở thành một kẻ nguy hiểm và dễ bị kích động. Hắn không bao giờ chấp nhận lá bài mà hắn được phát mà luôn tìm cách lèo lái theo hướng của mình.
Perce cho biết: "Tôi nghĩ điều thú vị khi tham gia phim này là việc hai phần trước đã rất thành công. Rebecca và tôi đã xem cả hai phần đó. Chúng rất thích và ngưỡng mộ tác phẩm này. Thực sự đó là điều thú vị khi được bước tiếp cùng những gì đã tồn tại. Có thể thấy, làm việc với Robert đôi khi khá rõ ràng bởi anh ấy quả thực là một thiên tài. Robert luôn luôn vui vẻ và có tài ứng biến..."
- Maya Hansen — Rebecca Hall

Maya Hansen là một chuyên gia giải mã DNA nhưng luôn tự nhận mình là một nhà thực vật học. Cô là tác giả của Extremis. Cô đã bán công trình của mình cho AIM và cùng Killian phát triển nó thành một sản phẩm nguy hiểm. Rebecca nói: "Tôi quyết định tham gia Người Sắt 3 bởi tôi chưa bao giờ đóng phim nào đòi hỏi sự mau chóng và gấp rút như thế. Ngay cả những xưởng phim nơi tôi đóng trước đây cũng chỉ là những xưởng phim nhỏ, và các phim ngoài lề ấy tôi cũng chỉ biết cầu nguyện mong đạt được thành công. Tôi yêu những điều đó, nhưng Người Sắt thực sự là một sự tươi mới bởi có một số điều vượt ngoài tầm am hiểu của tôi."
- Trevor Slattery - Ben Kingsley

Trevor Slattery là một diễn viên kịch người Anh. Người ta đồn rằng vai diễn King Lear của hắn rất được ưa thích. Hắn là một kẻ nghiện thuốc nặng. Lợi dụng điều này, Killian đã thuê hắn đóng vai trùm khủng bố Mandarin, thủ lĩnh tổ chức The Ten Rings nhằm mục đích chịu trách nhiệm cho các hoạt động của Killian. Ban đầu, nhân vật này được bố trí xuất hiện ở phần một của loạt phim, nhưng cuối cùng đã bị hoãn lại bởi nhà sản xuất thấy rằng hắn "có quá nhiều tham vọng để được xuất hiện ở phần đầu tiên".
Kevin Feige nói về nhân vật này: "Mandarin là kẻ thù trứ danh của Tony Stark trong truyện bởi vì hắn luôn được nhắc tới nhiều nhất. Nhưng nếu bạn chú ý, đó không phải là một cốt truyện dứt khoát về Mandarin..."
Còn với đạo diễn Shane Black, anh giải thích rằng Mandarin không phải là một người Trung Quốc như trong truyện để tránh lặp lại hình tượng Phúc Mãn Châu của Sax Rohmer: "Chúng tôi không nói rằng hắn là người Trung Quốc. Chúng tôi đang nhắc đến hắn như một kẻ yêu thích những biểu tượng Trung Hoa và Rồng, bởi vì chúng thể hiện sự ám ảnh của hắn về Binh pháp Tôn Tử mà hắn đã được học." Nhà sản xuất cũng đã dẫn hình tượng Colonel Kurtz trong Apocalypse Now như là người có ảnh hưởng tới nhân vật này. Qua video nơi Mandarin lấy bối cảnh cho các cuộc thảm sát, người ta còn thấy hắn hiện lên như thành quả của "một tổ chức đang cố gắng xây dựng nên một tên khủng bố hiện đại". Do đó, Mandarin đại diện cho mọi tên khủng bố theo một cách nào đó, có thể là từ những cuộc nổi dậy ở Nam Mỹ hay từ những video của Osama bin Laden.
Vào vai Mandarin, Ben Kingsley cho biết: "Tôi muốn một tiếng nói có thể làm khuấy đảo phương Tây, tôi muốn một tiếng nói xa lạ nhưng quen thuộc - một sự thân quen như giọng nói của một người thầy hay nhà thuyết giáo. Sự nhịp nhàng và âm điệu thiết tha, gần như ôn hòa khi cố gắng dạy cho mọi người những điều tốt lành."
- Nhân vật khác
Giám đốc an ninh Happy Hogan — Jon Favreau
J.A.R.V.I.S — Paul Bettany
Harley Keener — Ty Simpkins
Eric Savin — James Badge Dale
Brandt — Stephanie Szostak
Tổng thống Ellis — William Sadler
Phó tổng thống Rodriguez — Miguel Ferrer[25]
Bộ phim còn có sự tham gia của hai nhân vật khách mời là Stan Lee trong vai một giám khảo của cuộc thi hoa hậu tiểu bang Tennessee, và tỷ phú Elon Musk.

## Sản xuất
| “                                                                  | Thực sự, nói về quá trình thực hiện phần 3, nếu bạn chưa từng ở vị trí này bao giờ, thì tôi là con người may mắn đó và đang tìm kiếm một lối đi khác so với những gì hai phần trước đã làm. Bạn phải tìm ra con đường riêng để chắc chắn rằng câu chuyện vẫn sẽ tiếp diễn, và khi bạn kết thúc nó, đó sẽ là thành công vang dội nhất trong cả ba phần, kiểu như: "Còn những gì mà câu chuyện chưa kể hết?" Và tôi nghĩ chúng tôi đã đạt được điều đó. Chúng tôi đã thực sự tìm thấy những đường đi khác khiến tác phẩm này gắn kết và mới lạ, mà cốt lõi là dựa trên những gì đã thành công trước đó. Tôi thực sự cảm thấy hạnh phúc vì điều đó. | ” |
| — Shane Black, đạọ diễn Người Sắt 3, trong quá trình sản xuất phim | |   |

Sau khi phát hành phần 2, một vụ tranh chấp bản quyền đã nổ ra giữa Paramount Pictures và The Walt Disney Company - công ty mẹ của Marvel Entertainment từ năm 2009 - trong đó có quyền phân phối các sản phẩm hợp pháp của Marvel. Cuối cùng, ngày 18 tháng 10 năm 2010, Walt Disney đã đồng ý trả cho Paramount ít nhất 115 triệu USD, đổi lại là quyền được phát hành The Avengers và Người Sắt 3 trên phạm vi toàn thế giới. Disney, Marvel và Paramount cùng công bố ngày phát hành Người Sắt 3 tại Hoa Kỳ, ngày 3 tháng 5 năm 2013.
Đạo diễn của 2 phần trước, Jon Favreau khẳng định ông sẽ rời vị trí đạo diễn của phần thứ 3, thay vào đó ông sẽ chỉ đạo phim Magic Kingdom. Tuy vậy ông vẫn tham gia điều hành cùng đạo diễn Joss Whedon trong The Avengers và phục vụ sản xuất Người Sắt 3.
 Tháng 2 năm 2011, Shane Black được bổ nhiệm làm đạo diễn của phim, đồng thời tham gia viết kịch bản. Tháng 3 năm 2011, Black hợp tác với Drew Pearce, người từng được Marvel thuê viết kịch bản cho Runaways, cùng xây dựng một kịch bản mới cho phim. Robert Downey, Jr., diễn viên của Black trong Kiss Kiss Bang Bang chia sẻ: "Đưa Shane Black vào vai trò đạo diễn và biên kịch với tôi chỉ là một sự chuyển đổi cơ bản từ Favreau tới 'điều tiếp theo' mà Marvel, Favreau, khán giả và tôi có thể thực sự chấp thuận."

### Phát triển
Shane Black và Drew Pearce đã dựng lên một kịch bản hoàn toàn mới lạ so với 2 phần trước đó. Điểm nổi bật nhất của kịch bản này là Tony sẽ phải chiến đấu với một con người thật sự, kẻ lấy sức mạnh từ một loại virus có tên là Extremis, chứ không phải sử dụng một bộ giáp kẻ thù như trước đây. Ngoài ra, họ còn tránh không đưa các yếu tố ma thuật và ngoài hành tinh vào phim, bởi Người Sắt 3 "là một tác phẩm khoa học đặt trong thế giới thực nhiều hơn khi so sánh với The Avengers". Họ dành nhiều thời gian trao đổi, thảo luận về chủ đề, ý tưởng và các hình ảnh trong phim trước khi bắt tay vào viết kịch bản. Trong quá trình viết, trọng tâm của họ là tránh các cảnh chỉ giải thích một cách thuần túy. Họ muốn mỗi khoảnh khắc được tạo ra đều dẫn tới những sự việc có liên quan tiếp theo. Một số yếu tố trong truyện tranh cũng được sử dụng với nhiều ý tưởng khác nhau, chẳng hạn như bộ giáp Người Sắt ái Quốc của Rhodes được sản xuất bởi tập đoàn Norman Osborn, hay tên của một số nhân vật không hề liên quan tới Marvel Universe, ví dụ Eric Savin, Jack Taggart,...
Nội dung phim chủ yếu được xây dựng dựa trên cốt truyện của bộ truyện tranh 6 tập Extremis của Warren Ellis. Phần đầu tiên của kịch bản vẫn sẽ xoay quanh nhân vật chính. Phần thứ hai được nhiều người so sánh với tác phẩm Sullivan's Travel của đạo diễn Preston Sturges, khi mà Tony gặp rất nhiều người khác nhau trên con đường lưu lạc. Phần thứ ba được đẩy lên cao trào với những pha hành động mãn nhãn mà biên kịch Drew Pearce đã mô tả giống như "một cảm giác của Opera".
Trong dự thảo ban đầu, chính Maya Hansen mới là kẻ gây ra các hoạt động tội ác. Mandarin và Killian chỉ được đưa vào ở phiên bản sau. Trong một cuộc họp xây dựng ý tưởng, Perce đã đưa ra một đề nghị quan trọng, Mandarin sẽ là một kẻ giả mạo. Black đã đồng ý với điều kiện hắn phải là một diễn viên. Do đó, Perce đã cụ thể nhân vật này thành một diễn viên kịch người Anh. Black giải thích rằng: "Ai lại đủ ngu ngốc đễn mức công khai rằng mình là một tên khủng bố quốc tế cơ chứ? Nếu bạn thông minh, dù bạn là bất cứ thành phần nào của một chế độ cai trị, bạn ắt hẳn sẽ tạo ra một tổ chức con rối và vẫn giữ được "ngôi nhà" của mình". Sau đó, Killian thuê Slattery, giam lỏng hắn trong một căn nhà, sử dụng ma túy để lợi dụng hắn và giữ bí mật.
Phần mở đầu và kết thúc của phim đều được xem xét và sửa đổi nhiều lần theo nhiều hướng khác nhau. Ý tưởng đầu tiên của biên kịch là mở màn bằng một đoạn dẫn kể về thời thơ ấu của Tony Stark. Sau đó, như Người Sắt 2008, họ muốn xây dựng kịch bản theo kiểu hồi tưởng: một vụ tai nạn của Tony ở Tennessee xảy ra trước khi một giọng nói xuất hiện, dẫn dắt câu chuyện và giải thích vì sao ông đến được đó... Về trận chiến gay cấn cuối phim, ban đầu, ý tưởng "Anh hùng cứu mỹ nhân" đã được đưa ra. Nhưng sau đó, họ lại đảo ngược mô-tuýp thông thường ấy, để chính Pepper mới là người giải cứu Tony Stark. Còn về đoạn độc thoại cuối cùng trước khi kết thúc phim, đầu tiên nó được viết: "Tôi là Tony Stark", nhưng cuối cùng đã được đổi thành: "Tôi là Người Sắt" nhằm tạo sự tương đồng với phần 1 và nâng cao tính thần thoại cho phim.

### Tiền kỳ
Tháng 9 năm 2011, Marvel Studios đạt được một thỏa thuận quay phim ở xưởng EUE/Screen Gems Studios, Wilmington, Bắc Carolina. Michigan cũng từng cạnh tranh đất sản xuất nhưng không thể đấu lại với chính sách ưu đãi thuế ở Bắc Carolina. Tháng 4 năm 2012, Ben Kingsley được chọn để đóng vai Mandarin. Sau đó, Marvel Studios nhanh chóng hợp tác với Công ty Casting Tona B. Dahlquist để tuyển chọn các vai phụ cho phim trong khu vực Bắc Carolina. Tiêu đề giả của phim cũng được bên sản xuất tiết lộ, Caged Heat. Ngay tuần sau đó, nhà sản xuất Kevin Feige cho biết Người Sắt 3 sẽ được quay ở Bắc Carolina trong vòng 5 tuần, và rằng: "Đây là câu chuyện đầy đủ về nhân vật trung tâm Tony Stark... rất nhiều cảm hứng đến ngay từ nửa đầu của Iron Man... Anh ấy bị tước đoạt tất cả mọi thứ, anh ấy bị dồn vào một bức tường, nhưng sẽ sử dụng tất cả trí thông minh để thoát ra khỏi đó. Anh ấy không thể gọi Thor, anh ấy không thể gọi Đại úy, anh ấy không thể gọi Nick Fury, và càng không thể tìm kiếm Helicarrier trên bầu trời." Ít ngày sau, Walt Disney Trung Quốc, Marvel Studios và DMG Entertainment công bố họ đã đạt được một thỏa thuận quay phim ở Trung Quốc. DMG tài trợ một phần vốn, sản xuất cùng Marvel tại Trung Quốc và giải quyết các vấn đề phát sinh. Họ cũng chịu trách nhiệm phát hành phim ở Trung Quốc song song với Walt Disney.
Một tuần sau, Guy Pearce bước vào cuộc đàm phán cuối cùng và sẽ đảm nhiệm vai phản diện Aldric Killian. Diễn viên người Trung Quốc, Lưu Đức Hoa cũng được đề xuất vào vai một người bạn cũ của Tony Stark, bác sĩ Vũ, người thực hiện ca phẫu thuật gắp những mảnh đạn còn sót và tháo lò phản ứng hồ quang ra khỏi ngực ông.. Tuy nhiên Lưu Đức Hoa đã từ chối, vì vậy đoàn làm phim chọn Wang Xueqi để thay thế. Tương tự là trường hợp của Jessica Chastain. Cô từ chối đóng vai nhà khoa học Maya Hansen bởi lịch làm việc dày đặc. Rebecca Hall đã được gọi thay thế vị trí của cô. Vài tuần sau, những vai diễn phụ còn lại được lấp đầy. Favreau trở lại trong vai Happy Hogan, ông sẽ xuất hiện chủ yếu trong nửa đầu phim. James Badge Dale được phân vai Eric Savin, một tên tay sai máu lạnh, trung thành của Killian.
Ashley Hamilton vào vai Jack Taggert, một cựu binh được thử nghiệm Extremis. Diễn viên kì cựu William Sadler đảm nhiệm vai Tổng thống Hoa Kỳ Ellis...
Bên lề, nữ diễn viên Cobie Smulders viết trên trang Twitter cá nhân rằng, cô sẽ không tham gia phim trong vai Maria Hill (The Avengers) như báo chí đã đưa tin trước đó.

### Quay phim

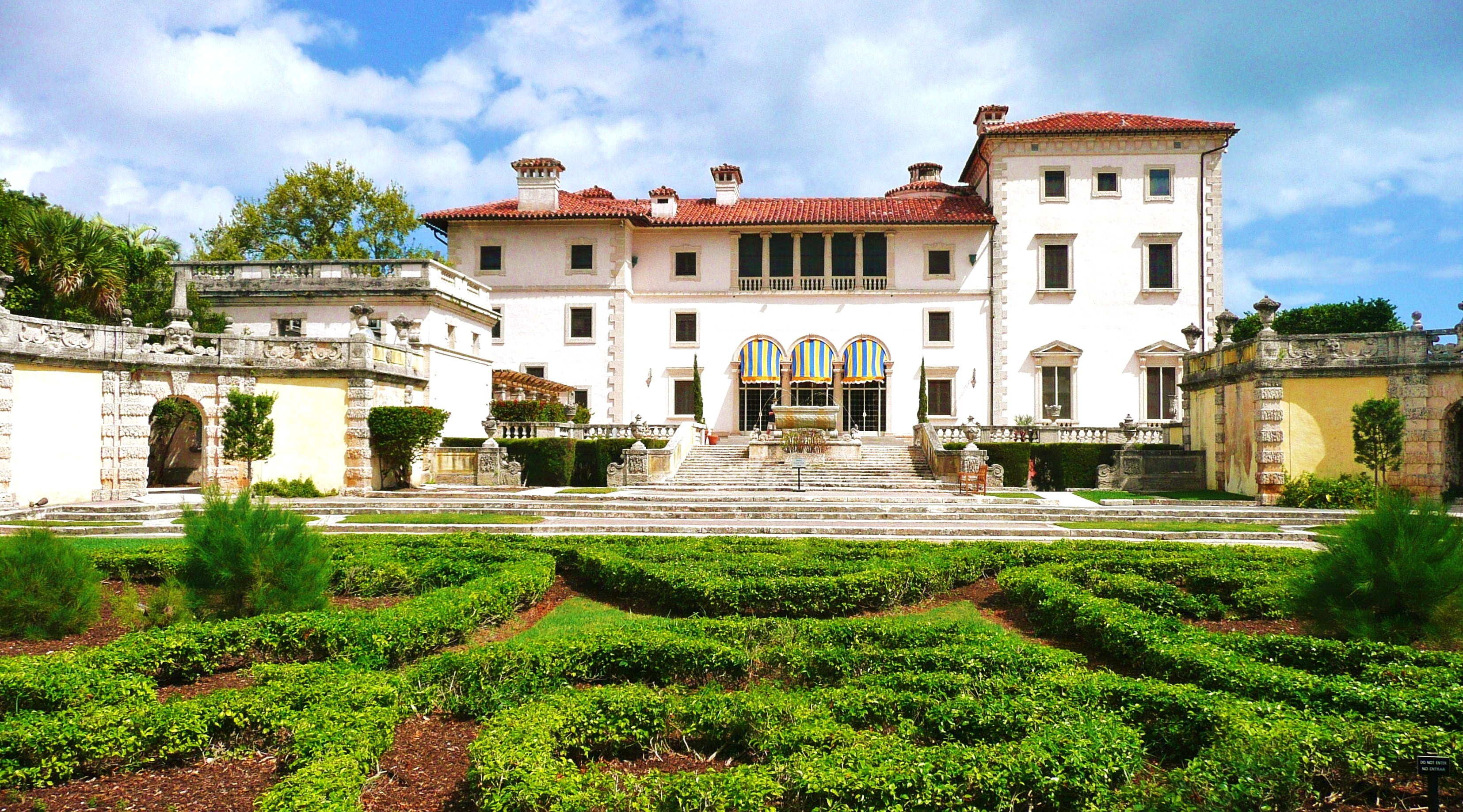
Bảo tàng và vườn Vizcaya, Miami, Florida. Trong Người Sắt 3, đây chính là nơi Mandarin ẩn trốn

Phim chính thức khởi quay vào ngày 23 tháng 5 năm 2012 tại xưởng phim EUE/Screen Gems Studios, Wilmington, Bắc Carolina. Đạo diễn hình ảnh John Toll lần đầu tiên đã chọn máy quay kỹ thuật số để ghi hình bởi ông thấy chúng thuận tiện cho quá trình xử lý đồ họa công nghệ cao. Ông chủ yếu sử dụng máy quay Arri Alexa.
Từ ngày 4 tháng 6 đến ngày 6 tháng 6 năm 2012, quá trình quay phim diễn ra tại Cary, Bắc Carolina tại trụ sở Epic Games - một công ty phát triển trò chơi video - và Viện SAS - một trong những trung tâm nghiên cứu phần mềm bảo mật lớn nhất thế giới. Một số cảnh khác được quay tại sân bay quốc tế và cảng Wilmington. Cuối tháng 6 năm 2012, được biết một bể nước lớn đã được chuyển tới xưởng EUE/Screen Gems Studios để thực hiện cảnh quay biệt thự Malibu của Tony Stark bị phá hủy và đổ sập xuống biển. Quá trình phá hủy được điều khiển bởi hệ thống sàn thủy lực cho phép rẽ hướng và tách thành 2 phần riêng biệt. Tất cả các cảnh bên trong tòa nhà đều sử dụng hiệu ứng Vật Lý, bao gồm các mảnh vụn và tiếng nổ. Công nghệ CGI chỉ được dùng để xử lý bề mặt bên ngoài và bộ giáp Iron Man.
Từ ngày 19 tháng 7 tới ngày 1 tháng 8 năm 2012, đoàn làm phim chuyển đến Oak Island, Bắc Carolina để thực hiện cảnh Tony Stark cứu toàn bộ phi hành đoàn trên không lực I bị thả rơi xuống biển Đại Tây Dương. Họ đã thực hiện thành công cảnh quay nhờ việc hợp tác với đội bay Red Bull skydiving thay vì sử dụng phông xanh như ý tưởng ban đầu. Máy tính chỉ được sử dụng để thêm mây, phá hủy máy bay, vẽ mờ bãi biển Miami làm nền, thay một diễn viên đóng thế bằng bộ giáp Iron Man và ghép kỹ thuật số kết nối đội bay với nhau. Sau đó, quá trình tiếp tục diễn ra tại Rose Hill, Bắc Carolina vào đầu tháng 8 năm 2012. Họ đã kết hợp tên của thị trấn với tên của ngôi làng mà Tony Stark lưu lạc khi tới Tennessee. Ngày 14 tháng 8 năm 2012, nữ diễn viên Dale Dickey nói rằng bà đã được tuyển chọn vào phim và đang thực hiện những cảnh quay của mình. Ngày tiếp theo, quá trình sản xuất phải tạm ngưng vì Robert Downey, Jr. bị thương ở mắt cá chân. Trong khoảng thời gian đó, Shane Black và Drew Pearce đã xem xét và chỉnh sửa lại kịch bản trước khi họ bắt đầu sản xuất trở lại vào ngày 24 tháng 8.

Cảnh khỉ kết bè - Bộ giáp Iron Man cứu toàn bộ phi hành đoàn trên không lực I

Đoàn làm phim bắt đầu di chuyển đến Florida vào ngày 1 tháng 11 để thực hiện một số cảnh quay trên bãi biển Dania và xung quanh khu vực Nam Florida. Cùng ngày, Robert Downey, Jr. đã trở lại phim trường sau khi bình phục chấn thương ở mắt cá chân. Những ngày đầu tháng 10, quá trình quay diễn ra ở Bảo tàng và Vườn Vizcaya - một khu biệt thự và đất đai của doanh nhân James Deering - và tại một bản sao của nhà hàng Neptune's Net, Malibu. Một số cảnh quay khác được quay vào ban ngày bên trong khu nghỉ dưỡng và bãi biển Miami. Ngày 1 tháng 11, phim một lần nữa được bấm máy tại Bảo tàng và Vườn Vizcaya. Bên cạnh đó, đội ngũ sản xuất cũng đã chọn một nhà máy xi măng bỏ hoang để dựng thành một khu chợ của người Afghanistan. Quá trình sản xuất ở Hoa Kỳ chính thức đóng gói vào ngày 7 tháng 11 tại Wilmington.
Phim bắt đầu được quay ngoại cảnh tại Bắc Kinh, Trung Quốc trong tháng 10. Quá trình thực hiện tại Trung Quốc không bao gồm đoàn làm phim chính. Theo dự kiến, phim sẽ được hoàn thành và đóng gói 1 tuần sau đó. Ngoài ra, theo báo chí đưa tin, từ ngày 20 đến 24 tháng 1 năm 2013, một nhóm sản xuất dẫn đầu bởi Shane Black sẽ tới Hyderabad, thủ phủ bang Andhra Pradesh và Bangalore, thủ phủ bang Karnataka, Ấn Độ để trinh sát.
Cũng trong tháng 1, Don Cheadle xác nhận một số cảnh đang được quay lại trên bãi biển Manhattan, California. Một phần quan trọng trong nội dung phim liên quan đến Mandarin cũng được thực hiện lại vì theo như Drew Pearce, rằng: "Không cảm nhận được đầy đủ tính chân thực, không cảm nhận được rằng hắn là một phần của thế giới thực bởi hầu như hắn chỉ biết nhìn vào ống kính và đe dọa thế giới."

### Hậu kỳ
Chris Townsend là người quản lý hiệu ứng hình ảnh cho phim với hơn 2000 cảnh quay cần xử lý. 17 công ty chuyên nghiệp đã tham gia sản xuất, bao gồm Weta Digital, Digital Domain, Scanline VFX, Trixter, Framestore, Luma Pictures, Fuel VFX, Cantina Creative, Cinesite, The Embassy Visual Effects, Lola, Capital T, Prologue,Rise FX, Method Studios, Animal Logic VFX, Legacy Effects. Townsend cho biết, từ tháng 1 năm 2013 tới khi kết thúc phim vào tháng 4, đội ngũ sản xuất có một ngày tạm ngừng, ngoài ra họ phải làm việc liên tục từ 14 đến 18 tiếng 1 ngày và 7 ngày 1 tuần.
Digital Domain, Scanline VFX và Trixter làm việc với những cảnh quay độc lập bao gồm bộ giáp Mark XLII với nhiều mô hình số khác nhau. Các xưởng phim luôn chia sẻ với nhau những file dữ liệu để đảm bảo tính ổn định giữa các cảnh quay. Với bộ giáp Mark XLII và Người Sắt ái Quốc, Legacy Effects đã thiết kế các phần của bộ đồ để mặc trong phim trường. Townsend giải thích rằng: "Hầu như chúng tôi chỉ quay Downey với một bộ đồ mềm có gắn các nút chụp chuyển động. Anh ấy cũng phải mang giày độn hoặc đứng trên một cái hộp để đạt được chiều cao chính xác của Iron Man, 6'5" (tương đương 196 cm). Trong suốt quá trình quay, chúng tôi sử dụng rất nhiều camera dòng Canon C300s và luôn luôn có 2 đến ba cái hoạt động bất cứ khi nào có cảnh Iron Man hoặc các nhân vật Extremis." Các họa sĩ còn nghiên cứu những bức ảnh chụp hoa quả đang phân hủy ở nhiều khoảng thời gian khác nhau và các hiện tượng phi thường trong thực tế như cực quang ở Bắc Cực để lấy ý tưởng xây dựng hiệu ứng cho các nhân vật Extremis.
Quá trình sản xuất phải tạm dừng bởi chấn thương chân của Robert Downey. Và để đảm bảo cho các cảnh quay, đội ngũ sản xuất buộc phải tạo ra một bản sao khác cho Downey. Townsend giải thích rằng: "Những người giám sát của VFX và người đứng đầu đơn vị đã chạy vào phòng ngay khi mọi việc vừa xảy ra. Họ phải cố gắng tìm ra những cảnh quay mà họ có thể tiếp tục thực hiện." Những cảnh sau đó được quay bởi diễn viên đóng thế trong phim trường và Weta Digital đã xây dựng những mô hình kỹ thuật số cho họ.
Tổng cộng có 3 giờ 15 phút phim được đưa vào xử lý. Sau khi biên tập, độ dài phim còn lại 130 phút (119 không kể phần giới thiệu đoàn làm phim), giúp Người Sắt 3 trở thành phim dài nhất trong 3 phần của series. Phim cũng được chuyển sang định dạng 3D và nâng cao chất lượng kỹ thuật số dành cho các bản phát hành của IMAX.

## Âm nhạc
Tháng 11 năm 2012, Brian Tyler ký kết hợp đồng soạn nhạc cho Người Sắt 3. Anh trở thành nhạc sĩ thứ ba tham gia sáng tác cho Người Sắt, sau Ramin Djawadi (phần 1) và John Debney (phần 2). Theo như Brian, nội dung của album sẽ gần với giai điệu của một số tác phẩm trước đó mà anh đã sáng tác như The Greatest Game Ever Played, Annapolis và Partition hơn là một tác phẩm hiện đại giống như The Fast and Furious bởi Kevin Feige đã yêu cầu một chủ đề dễ nhận biết và bao gồm những giai điệu kịch tính. Để tiếp thu được "các thành phần của chủ đề một cách sâu sắc bằng một giai điệu mạnh mẽ", bản nhạc yêu cầu phải sử dụng hầu hết dàn nhạc giao hưởng. Nội dung của Iron Man 3 OST nổi bật lên bởi âm thanh của kèn đồng và trumpet, khiến nó vừa như một bản hành khúc, vừa như một bản thánh ca. Taylor cho biết chính tác phẩm của John Williams trong Raiders of the Lost Ark đã tạo cảm hứng cho anh. Trong đó, bản nhạc The Well of the Souls đã ảnh hưởng đến mô-tuýp của các nhân vật Extremis, bởi theo Brian nó có thể nâng cao tinh thần của việc có "một công nghệ hiện đại đến mức gần như kỳ diệu". Còn với cá tính Mandarin, Brian đã sử dụng âm nhạc tôn giáo được vay mượn từ nhiều nền văn hóa khác nhau, từ Monastic, Gothic, thánh ca đến những giai điệu tới từ Trung Đông. Các bản nhạc được thu cùng dàn nhạc giao hưởng London tại Abbey Road Studios.
Song song với tác phẩm của Brian Tyler, Hollywood Records phối hợp cùng Marvel Music đã cho phát hành một album ý tưởng lấy cảm hứng từ phim, Heroes Fall. Nó bao gồm 12 bản nhạc thuộc thể loại alternative rock và indie rock. Trong đó, bản "Some Kind of Joke" đã được sử dụng trong phim.
(Về danh sách các bản nhạc của Người Sắt 3, vui lòng xem phần Phụ lục bên dưới)

## Marketing

Bộ giáp Mark XLII trưng bày tại Disneyland Tomorrowland

Tháng 7 năm 2012, tại San Diego, ban tổ chức hội nghị Comic-con đã cho trưng bày các bộ giáp Mark I - VII cùng với Mark XLII, bộ giáp của phần 3 để phục vụ công chúng. Một cuộc hội thảo đã được tổ chức. Shane Black, Robert Downey, Jr., Don Cheadle, Jon Favreau và Kevin Feige lần lượt chia sẻ về quá trình sản xuất phim. Sau đó, một vài trích đoạn của phim cũng đã được công chiếu.
Người Sắt 3 được quảng cáo qua sóng truyền hình lần đầu trong trận đấu Super Bowl XLVII trên CBS Network. Ngày 25 tháng 3 năm 2013, Marvel và Disney tiết lộ trang Facebook chính thức của phim: Iron Man 3: Armor Unlock, công bố hình ảnh những bộ giáp do Tony Stark chế tạo trước các sự kiện trong phim. Tháng 1 năm 2013, Marvel Comics cho phát hành 2 số của bộ truyện tranh sáng tác bởi Christos Gage và Will Corona Pilgrim, mỹ thuật bởi Steve Kurth và Drew Geraci. Câu chuyện đặt trong bối cảnh giữa phần 2 và phần 3 của phim, tập trung chủ yếu vào nhân vật War Machine, tiết lộ nguyên nhân vì sao anh lại vắng mặt trong trận chiến bảo vệ thành phố New York trong The Avengers.
Giống như ở 2 phần trước, hãng Audi một lần nữa trở thành nhà tiếp thị sản phẩm cho phim thông qua rất nhiều phương tiện truyền thông khác nhau. Bên cạnh đó, Oracle Corporation đã cho trưng bày hệ thống Oracle Cloud và máy chủ Oracle Exadata với hình ảnh của Người Sắt 3. Các giao dịch quảng cáo khác cũng được sắp xếp với một số công ty cho phép họ sử dụng hình ảnh của Người Sắt 3 trên các sản phẩm của mình, ví dụ như Subway và Schwan Food Company (thực phẩm),
Lego và Hasbro (đồ chơi), Gameloft (trò chơi trên Smartphone),...
Disney cũng tham quảng bá cho sản phẩm của mình thông qua hệ thống công viên giải trí Disneyland. Disneyland's Innoventions tổ chức một cuộc triển lãm về "Tập đoàn công nghiệp Stark" bắt đầu từ ngày 13 tháng 4. Một sự kiện khác có tên "Công nghệ Người Sắt giới thiệu bởi tập đoàn công nghiệp Stark" trưng bày các bộ giáp từng xuất hiện trong Comic-con San Diego đã thu hút đông đảo người tham gia. Trong sự kiện này, một trò chơi mô phỏng sử dụng công nghệ Kinect với tên gọi "Trở thành Người Sắt" là một trong những điểm mới lạ và hấp dẫn. Nó cho phép người chơi có thể "mặc" bộ giáp Mark XLII và tham gia vào một cuộc thử nghiệm theo đó bạn sẽ bắn ra tia phản lực và bay qua xưởng của Tony Stark. Trò chơi được hướng dẫn bởi JARVIS do Paul Bettany lồng tiếng. Triển lãm cũng bao gồm nhiều không gian nhỏ trưng bày những chiếc mũ bảo hiểm, tấm chắn ngực, bao tay và giày sắt trong các phần của phim... Bên cạnh các sự kiện trên, công ty vận tải một đường ray của Walt Disney cũng đã cho tân trang lại tàu Monorail Black của hãng này với hình của Người Sắt 3 bên ngoài.

## Phát hành

### Rạp phim
Người Sắt 3 được phát hành trên toàn thế giới bởi Walt Disney Studios Motion Pictures.1 Riêng tại Trung Quốc nó được phân phối bởi DMG Entertainment và tại Đức, Áo bởi Tele München Group. Đặc biệt, phiên bản dành cho Trung Quốc được thêm một đoạn phim độc quyền dành tặng cho khán giả của đất nước đông dân nhất thế giới này. Nó bao gồm 4 phút phim (đã được cắt ở bản phát hành Hoa Kỳ) chiếu cảnh Bác sĩ Vũ đang nghe điện thoại của Tony Stark và cảnh ông đang trong ca phẫu thuật gắp bỏ những mảnh đạn và tháo lò phản ứng hồ quang ra khỏi cơ thể của Tony. Đoạn phim cũng gồm các sản phẩm tiếp thị khác nhau của Trung Quốc.
Buổi ra mắt Người Sắt 3 được tổ chức tại rạp phim Le Grand Rex, thủ đô Paris, Pháp vào ngày 14 tháng 4 năm 2013 với sự tham gia của Robert Downey, Jr. và Gwyneth Paltrow. Tại Anh, phim được công chiếu chính thức vào ngày 18 tháng 4 thay vì ngày 17 như dự kiến để tránh đám tang của cựu thủ tướng Anh Margaret Thatcher. Downey, Ben Kingsley và Rebecca Hall cùng xuất hiện trước rạp Odeon Leicester Square để quảng bá cho sự kiện này. Tại Hoa Kỳ, Nhà hát El Capitan Theatre, Los Angeles là nơi tổ chức lễ ra mắt phim vào ngày 24 tháng 4. Trước đó, từ ngày 22 đến 24 tháng 4, 46 quốc gia đã mở cửa rạp đón khách với bản phát hành của Hoa Kỳ. Một tuần sau, 4,253 rạp chiếu phim trên toàn thế giới đã công chiếu Người Sắt 3.

Bản phát hành Blu-ray của Người Sắt 3

Cụm rạp IMAX bắt đầu công chiếu Người Sắt 3 trên toàn cầu vào ngày 25 tháng 4 và tại Hoa Kỳ vào ngày 3 tháng 5. Phim còn được chiếu dưới dạng 4DX, bao gồm các hiệu ứng ánh sáng nhấp nháy, ghế lắc, gió thổi, sương mù và mùi hương ở các quốc gia được lựa chọn. Ở Nhật Bản, công nghệ này xuất hiện lần đầu tiên trong rạp phim Korona World theatre, tỉnh Nagoya cùng với bản phát hành Hoa Kỳ của phim.
2 tuần trước ngày ra mắt Người Sắt 3 tại Hoa Kỳ, 3 hệ thống rạp phim là Regal Cinemas, AMC Theatres và Carmike Cinemas đã đồng loạt ngừng dịch vụ đặt vé trước bởi có sự tranh chấp hợp đồng giữa họ và Walt DIsney. Các công ty này muốn nhận được nhiều lợi nhuận từ tiền bán vé hơn hiện tại, chủ yếu dựa trên lượng tiền sẽ thu được trong tuần lễ ra mắt của phim. Carmike là công ty đầu tiên đạt được thỏa thuận với Disney. Sau đó, theo báo chí đưa tin, Cinemark Theatres, một hệ thống rạp lớn có mặt ở châu Mỹ và Đài Loan, cũng cho ngừng bán vé đặt trước. Trong khi đó Regal Cinemas đã yêu cầu gỡ bỏ tất cả hoạt động Marketing của phim khỏi địa bàn của mình. Cuối cùng, vào ngày 24 tháng 4, Regal, AMC và Disney đã kết thúc vụ tranh chấp của họ, đồng nghĩa với việc các công ty này sẽ tiếp tục bán vé ra thị trường.

### Gia đình
Người Sắt 3 được Walt Disney Studios Home Entertainment phát hành dưới định dạng kỹ thuật số từ ngày 3 tháng 9 năm 2013, bao gồm đĩa Blu-ray, 3D Blu-ray, DVD, và bản copy kỹ thuật số. Riêng bản video dành cho gia đình có thêm một đoạn phim ngắn có chủ đề Agent Carter với sự tham gia của Hayley Atwell trong vai Peggy Carter đến từ Captain America: The First Avenger.
Người Sắt 3 đứng đầu trên bảng xếp hạng DVD và Blu-ray của Hoa Kỳ và thứ 2 trong bảng xếp hạng cho thuê chỉ sau World War Z. Nó đứng thứ 8 trong danh sách những phim có sản phẩm DVD và Blu-ray bán chạy nhất năm 2013.

## Doanh thu phòng vé
Người Sắt 3 thu về tổng cộng 1.215.439.994 USD toàn cầu, trong đó, thị trường Bắc Mỹ đạt 409.013.994 USD (33,7%), thị trường nước ngoài đạt $806,426,000 (66,3%), đưa tác phẩm này trở thành phim có doanh thu cao thứ chín của điện ảnh thế giới, cao thứ nhì trong năm 2013, cao thứ ba của Marvel Cinematic Universe (sau The Avengers và Avengers: Age of Ultron), cao nhất trong series Người Sắt, cao thứ tư trong số các phim phát hành bởi Walt Disney và là phần thứ ba cao nhất so với các phim có cùng 3 phần khác. Nó giành được vị trí thứ sáu trong danh sách những phim có doanh thu tuần mở màn cao nhất với 372.544.585 USD (không tính đế lạm phát). Trong khoảng thời gian từ 3 đến 5 tháng 5, phim lập kỉ lục khi thu về cho các rạp của IMAX trên 28,6 triệu USD. Sau ngày thứ 23 ra rạp, Người Sắt 3 trở thành phim thứ 16 có tổng doanh thu trên 1 tỉ USD, đồng thời là tác phẩm thứ sáu của Disney, thứ hai của Marvel và đầu tiên của series Người Sắt đạt được điều này.
Theo một thỏa thuận trước đó với Disney, Paramount Pictures nhận về 9% tổng doanh thu phát sinh của Người Sắt 3.

### Thị trường Bắc Mỹ
Tính riêng trong thị trường Bắc Mỹ, Người Sắt 3 có tổng doanh thu cao thứ 14 trong lịch sử điện ảnh Hoa Kỳ, thứ hai năm 2013 cũng như thứ tư trong số các tác phẩm siêu anh hùng được chuyển thể từ truyện tranh. Kết thúc ngày công chiếu mở màn, phim thu về 68,9 triệu USD (gồm 15,6 triệu USD của buổi chiếu thứ Năm tuần trước đó), xếp vị trí thứ 7 trong danh sách những phim có doanh thu ngày mở màn cao nhất. Sau tuần đầu ra rạp, tổng số tiền vé đã nâng lên thành 174,1 triệu USD, giúp Người Sắt 3 trở thành tác phẩm điện ảnh có doanh thu tuần mở màn cao thứ hai mọi thời đại (sau The Avengers). Trong khi đó, các rạp IMAX cũng đã đem về cho phim con số 16,5 triệu USD ngay trong tuần đầu ra mắt. Người Sắt 3 đứng đầu bảng xếp hạng doanh thu của thị trường Bắc Mỹ trong 2 tuần liên tiếp.

### Thị trường ngoài Bắc Mỹ
Người Sắt 3 là phim có doanh thu cao thứ sáu của điện ảnh thế giới, cao thứ nhì năm 2013 (sau Frozen), thứ hai trong số các tác phẩm kể về siêu anh hùng và là bản phát hành lớn thứ hai sau The Avengers của Walt Disney. Nó đứng đầu bảng xếp hạng những phim có doanh thu phòng vé cao nhất trong 3 tuần liên tiếp.
Trong tuần đầu ra rạp, Người Sắt 3 thu về 13,2 triệu USD trên 12 quốc gia tính từ thứ Tư, ngày 24 tháng 4 năm 2013. Từ Chủ Nhật, ngày 28 tháng 4, trong 5 ngày ra rạp, nó thu về 198.4 triệu USD từ 42 quốc gia và 7,1 triệu USD từ các rạp của IMAX.
Tại thời điểm trình chiếu, phim lập kỉ lục ngày công chiếu mở màn tại Philippines (sau đó bị Man of Steel vượt qua), Đài Loan, Singapore, Việt Nam, Malaysia, Trung Quốc, Ukraina, Nga và CIS. Nó cũng đạt được vị trí thứ hai về doanh thu ngày đầu ra rạp tại Argentina (chỉ sau Harry Potter và Bảo bối Tử thần - Phần 2).
Phim xác lập kỉ lục tuần mở màn tại khu vực Châu Á-Thái Bình Dương, Mỹ Latinh và từng quốc gia bao gồm Hong Kong, Indonesia, Việt Nam, Đài Loan, Philippines, Malaysia, Singapore, Thái Lan, Nam Phi, Argentina (sau đó bị Fast & Furious 6 vượt qua), Ecuador và Các Tiểu vương quốc Ả Rập Thống nhất. Đồng thời, nó đạt doanh thu tuần đầu cao thứ hai tại Mexico, Brazil, Nga và CIS, Ấn Độ (sau The Amazing Spider-Man).
Phim thiết lập kỉ lục về tổng doanh thu tại Indonesia, Malaysia và Việt Nam, thứ hai tại Singapore và Philippines (sau The Avengers).
Còn với hệ thống rạp IMAX, Người Sắt 3 cũng tạo ra kỉ lục tại Đài Loan, Hà Lan, Brazil và Philippines.
Tại Trung Quốc, nơi một phần của phim được thực hiện, Người Sắt 3 lập kỉ lục đêm chiếu cao nhất với trên 2,1 triệu USD, cũng như ngày mở màn với 21,5 triệu USD. Sau tuần đầu ra rạp, nó thu về hơn 64,1 triệu USD, vượt qua Nga và CIS (23,1 triệu USD), Vương quốc Liên hiệp Anh và Bắc Ireland (21,1 triệu USD), Hàn Quốc (16,5 triệu USD) và Pháp (14,9 triệu USD) vươn lên dẫn đầu khu vực ngoài Bắc Mỹ. Với tổng doanh thu là 121.200.000 USD, Trung Quốc trở thành quốc gia thu về nhiều lợi nhuận nhất cho nhà sản xuất ở khu vực ngoài Bắc Mỹ, theo sau là Hàn Quốc (64,2 triệu USD), Vương quốc Liên hiệp Anh và Bắc Ireland (75,0 triệu USD), Mexico (48,5 triệu USD), Pháp (38,9 triệu USD)...

## Đánh giá

### Tích cực
Trang web đánh giá tổng hợp Rotten Tomatoes đưa ra con số 78% ý kiến tán thành cho phim với điểm số 6,9/10 dựa trên 280 bài phê bình. Website đồng thuận viết: "Với sự giúp sức của tính thuyết phục hàng đầu, những cảnh quay gây ấn tượng và thậm chí có cả một chút bất ngờ, Người Sắt 3 thực sự là một cuộc phiêu lưu dí dỏm, thú vị và là một sự bổ sung mạnh mẽ cho "khẩu đại bác" Marvel." Trong khi đó, trang web đánh giá Metacritic đã tặng cho phim số điểm 62/100 dựa trên 44 bài bình luận, trang IMDb chấm 7,4/10 dựa trên 357.611 người sử dụng.
Trong một bài bình luận trước đó trên tạp chí thương mại The Hollywood Reporter, Todd McCarthy nói rằng: "Sau khi gần như phá tan tành và thiêu rụi trong màn bay solo của mình vào năm 2010, Người Sắt đã trở lại thật tươi mới và sẵn sàng cho những pha hành động trong phần thứ 3 đầy mạnh mẽ này... Điều đó vô cùng có lợi và chủ yếu đến từ tính cách hiếu động, bất kính, hài hước của đồng biên kịch và đạo diễn Shane Black."
Gọi tác phẩm này là "đen tối và đáng gờm hơn so với 2 phần trước", nhà phê bình điện ảnh Kenneth Turan của báo Los Angeles Times công nhận Shane Black đã "thực sự thay đổi giai điệu của một tác phẩm tỷ đô, khiến nó trở nên hay hơn trong khi vẫn giữ nguyên diễn viên đóng vai Tony Stark... Có một chút dáng dấp mang tính thương hiệu cũng như sự hài hước của Black ở đây, những thứ giống như một tài liệu tham khảo không sử dụng nữa lấy từ phim khoa học viễn tưởng cổ điển Westworld, hay một anh chàng ngốc nghếch người có một hình xăm của Tony Stark trên cánh tay của mình... Black và công ty sản xuất đã tung tất cả mọi thứ về phía khán giả, và mặc dầu không phải tất cả đều hoạt động, nhưng rất nhiều trong số đó đã thực sự mang lại thành công. Sự nỗ lực để trở nên khác biệt và tạo ra một "vòng xoắn" không đoán trước được luôn luôn được đánh giá cao."
Trong khi đó, Rafer Guzman của tờ Newsday mô tả Người Sắt 3 giống như "một kì phùng địch thủ của Người Dơi, cả về sức sống và cách trả thù. Anh ấy, cũng rất bất ngờ, khá hợp với gia đình. Một số khoảnh khắc tuyệt vời nhất trong phim được sẻ chia bởi Tony và Harley, cậu bé luôn phải trở về căn nhà vắng bóng cha mẹ sau mỗi buổi tan học." Còn tạp chí Psychology Today kết luận phim đã cho thấy một bức chân dung chính xác của Tony Stark khi ông phải chịu đựng Hội chứng chấn thương tâm lý.

### Chỉ trích
Dành tặng cho Người Sắt 3 4/5 ngôi sao nhưng Nick De Semlyen của tờ tạp chí Empire, Vương Quốc Anh vẫn đưa ra lời phê bình về các nhân vật phản diện rằng: "Những siêu binh lính có khả năng tái tạo một phần cơ thể và khả năng sống sót đáng kinh ngạc trông khá thú vị... nhưng động cơ của họ lại mờ mịt và không có sức thuyết phục."
Phản ứng tiêu cực hơn, Stephen Whitty của tờ The Star-Ledger nói: "Phần hiệu ứng hình ảnh của phim khá suôn sẻ... Nhưng vẫn còn thứ gì đó còn trống trong phim. Chẳng hạn như những bộ giáp của Tony, chúng vốn tỏa sáng và thanh nhã, nhưng lần này lại chẳng có ai ở bên trong... Phim không có được sự đa cảm như trong phần 1 cũng như những kẻ ác thích phô trương như trong phần 2. Mối quan hệ của Tony và Pepper Potts rơi vào tình trạng nguy hiểm không thể giải thích nổi, vậy mà nó vẫn tự hàn gắn được. Một đứa trẻ cộng tác được cho là dễ thương - một dấu hiệu của sự liều lĩnh trong tuyệt vọng - được giới thiệu, và sau đó liền bị bỏ rơi..."
Đồng tình với những lời nói trên, Michael Phillips của báo Chicago Tribune viết: "Stark đã kết bạn với một cậu bé 8 tuổi thường xuyên bị bắt nạt, người sẽ trở thành bạn đồng hành và vị cứu tinh của ông... Đó là một lời mời chào hân hoan nhưng đầy hoài nghi hướng tới các khán giả dưới 13 tuổi (ý tôi muốn nói là còn có những đứa trẻ còn quá bé để được xem các cảnh bạo lực trong Người Sắt 3)... Còn với những bộ giáp, ông không cần mặc chúng nữa mà có thể điều khiển từ xa khi cần. Người Sắt 3 là như thế đấy. Nó hợp với khuôn mẫu của một tác phẩm bom tấn, nhưng khá xa lạ và phỏng như đã nghe qua ở đâu đó. Tại thời điểm đó, ta thấy những bộ giáp ít nhiều không còn tự chăm sóc bản thân nó nữa, vốn là điều mang lại một nửa sự hóm hỉnh và thú vị của Người Sắt phần một"
Còn Mick LaSalle của San Francisco Chronicle bình luận: "Cứ như thể phim được làm không phải dành cho người Mỹ vậy, thậm chí cả khán giả nước ngoài cũng khó hiểu được nội dung phim, đại khái, họ chỉ muốn xem cái được gọi là "quy mô của Hollywood" mà thôi... Trong khi đó, quy tắc của phim cứ thay đổi liên tục. Có khi bộ giáp Iron Man có thể làm mọi việc, có khi lại không. Những binh lính được tái tạo có lúc chỉ mạnh hơn người thường một chút,.. có lúc lại bất khả chiến bại. Đôi lúc, Tony có thể tự chiến đấu một mình mà không cần mặc giáp..."

### Giải thưởng và đề cử
| GIẢI THƯỞNG                                           | GIẢI THƯỞNG         | GIẢI THƯỞNG                                                                 | GIẢI THƯỞNG                                                                                                 | GIẢI THƯỞNG | GIẢI THƯỞNG     |
| Giải thưởng                                           | Ngày trao giải      | Hạng mục                                                                    | Người nhận đề cử                                                                                            | Kết quả     | Chú thích       |
| ----------------------------------------------------- | ------------------- | --------------------------------------------------------------------------- | --- | ----------- | --------------- |
| Giải thưởng Trailer vàng                              | 5 tháng 5 năm 2013  | Hay nhất trong buổi lễ                                                      | Iron Man 3 "Not Afraid"                                                                                     | Đoạt giải   | [ 160 ]         |
| Giải thưởng Trailer vàng                              | 5 tháng 5 năm 2013  | Trailer phim bom tấn mùa hè 2013                                            | Iron Man 3 "Not Afraid"                                                                                     | Đoạt giải   | [ 160 ]         |
| Giải thưởng Trailer vàng                              | 5 tháng 5 năm 2013  | Nam diễn viên hay nhất                                                      | Iron Man 3 "Not Afraid"                                                                                     | Đề cử       | [ 160 ]         |
| Giải thưởng Trailer vàng                              | 5 tháng 5 năm 2013  | Biên tập âm thanh tốt nhất                                                  | Iron Man 3 "Not Afraid"                                                                                     | Đề cử       | [ 160 ]         |
| Giải thưởng Trailer vàng                              | 5 tháng 5 năm 2013  | Bom tấn hè 2013 quảng cáo trên TV hay nhất                                  | Iron Man 3 "Escape"                                                                                         | Đề cử       | [ 160 ]         |
| BMI Film & T Award                                    | 15 tháng 5 năm 2013 | Âm nhạc trong phim                                                          | Brian Tyler                                                                                                 | Đoạt giải   | [ 161 ]         |
| Teen Choice Awards                                    | 11 tháng 8 năm 2013 | Chọn phim: Hành động                                                        | Người Sắt 3                                                                                                 | Đoạt giải   | [ 162 ] [ 163 ] |
| Teen Choice Awards                                    | 11 tháng 8 năm 2013 | Chọn nam diễn viên: Hành Động                                               | Robert Downey, Jr.                                                                                          | Đoạt giải   | [ 162 ] [ 163 ] |
| Teen Choice Awards                                    | 11 tháng 8 năm 2013 | Chọn nữ diễn viên: Hành động                                                | Gwyneth Paltrow                                                                                             | Đề cử       | [ 162 ] [ 163 ] |
| Teen Choice Awards                                    | 11 tháng 8 năm 2013 | Chọn phim: Khoa học viễn tưởng                                              | Người Sắt 3                                                                                                 | Đề cử       | [ 162 ] [ 163 ] |
| Teen Choice Awards                                    | 11 tháng 8 năm 2013 | Chọn nam diễn diên: Khoa học viễn tưởng                                     | Robert Downey, Jr.                                                                                          | Đề cử       | [ 162 ] [ 163 ] |
| Teen Choice Awards                                    | 11 tháng 8 năm 2013 | Chọn nữ diễn viên: Hành động                                                | Gwyneth Paltrow                                                                                             | Đề cử       | [ 162 ] [ 163 ] |
| Teen Choice Awards                                    | 11 tháng 8 năm 2013 | Chọn phim: Nhân vật phản diện                                               | Ben Kingsley                                                                                                | Đề cử       | [ 162 ] [ 163 ] |
| Teen Choice Awards                                    | 11 tháng 8 năm 2013 | Chọn phim: Tương tác                                                        | Don Cheadle và Robert Downey, Jr.                                                                           | Đề cử       | [ 162 ] [ 163 ] |
| People's Choice Awards                                | 8 tháng 1 năm 2014  | Phim được yêu thích                                                         | Người Sắt 3                                                                                                 | Đoạt giải   | [ 164 ]         |
| People's Choice Awards                                | 8 tháng 1 năm 2014  | Nam diễn viên được yêu thích                                                | Robert Downey, Jr.                                                                                          | Đề cử       | [ 164 ]         |
| People's Choice Awards                                | 8 tháng 1 năm 2014  | Nữ diễn viên được yêu thích                                                 | Gwyneth Paltrow                                                                                             | Đề cử       | [ 164 ]         |
| People's Choice Awards                                | 8 tháng 1 năm 2014  | Cặp đôi được yêu thích                                                      | Robert Downey, Jr. và Gwyneth Paltrow                                                                       | Đề cử       | [ 164 ]         |
| People's Choice Awards                                | 8 tháng 1 năm 2014  | Phim hành động được yêu thích                                               | Người Sắt 3                                                                                                 | Đoạt giải   | [ 164 ]         |
| People's Choice Awards                                | 8 tháng 1 năm 2014  | Ngôi sao hành động được yêu thích                                           | Robert Downey, Jr.                                                                                          | Đoạt giải   | [ 164 ]         |
| Giải thưởng quả cà chua vàng                          | 9 tháng 1 năm 2014  | Phim từ truyện tranh hay nhất                                               | | Đoạt giải   | [ 165 ]         |
| Critics Choice Movie Awards                           | 16 thang 1 năm 2014 | Hiệu ứng hình ảnh đẹp nhất                                                  | | Đề cử       | [ 166 ]         |
| Critics Choice Movie Awards                           | 16 thang 1 năm 2014 | Phim hành động hay nhất                                                     | | Đề cử       | [ 166 ]         |
| Critics Choice Movie Awards                           | 16 thang 1 năm 2014 | Nam diễn viên chính xuất sắc nhất trong phim hành động                      | Robert Downey Jr.                                                                                           | Đề cử       | [ 166 ]         |
| Critics Choice Movie Awards                           | 16 thang 1 năm 2014 | Nữ diễn viên chính xuất sắc nhất trong phim hành động                       | Gwyneth Paltrow                                                                                             | Đề cử       | [ 166 ]         |
| Giải thưởng của hiệp hội hiệu ứng hình ảnh            | 12 tháng 2 năm 2014 | Hiệu ứng hình ảnh dẫn dắt xuất sắc nhất trong phim                          | Christopher Townsend, Mark Soper, Guy Williams và Bryan Grill                                               | Đề cử       | [ 167 ]         |
| Giải thưởng của hiệp hội hiệu ứng hình ảnh            | 12 tháng 2 năm 2014 | Xây dựng môi trường xuất sắc nhất trong phim hành động sống                 | John Stevenson‐Galvin, Greg Notzelman, Paul Harris và Justin Stockton (cho xưởng tàu)                       | Đề cử       | [ 167 ]         |
| Giải thưởng của hiệp hội hiệu ứng hình ảnh            | 12 tháng 2 năm 2014 | Kĩ thuật quay phim ảo xuất sắc nhất trong phim hành động sống               | Mark Smith, Aaron Gilman, Thelvin Cabezas và Gerardo Ramirez                                                | Đề cử       | [ 167 ]         |
| Giải thưởng của hiệp hội hiệu ứng hình ảnh            | 12 tháng 2 năm 2014 | Kĩ thuật ghép phim xuất sắc nhất                                            | Michael Maloney, Francis Puthanangadi,Justin Van Der Lek, Howard Cabalfin (Cho màn "Khỉ kết bè"             | Đề cử       | [ 167 ]         |
| Giải thưởng của hiệp hội hiệu ứng hình ảnh            | 12 tháng 2 năm 2014 | Kĩ thuật ghép phim xuất sắc nhất                                            | Darren Poe, Stefano Trivelli, Josiah Howison và Zach Zaubi (cho cảnh quay tấn công nhà của Toy Stark)       | Đề cử       | [ 167 ]         |
| Giải thưởng cuộn phim vàng dành cho biên tập âm thanh | 16 tháng 2 năm 2014 | Biên tập âm thanh xuất sắc nhất: Hiệu ứng âm thanh và lồng tiếng            | Mark Stoeckinger, Andrew DeCristofaro                                                                       | Đề cử       | [ 169 ] [ 170 ] |
| Hiệp hội âm thanh điện ảnh                            | 22 tháng 2 năm 2014 | Thành tựu xuất sắc trong kĩ thuật phối ghép âm thanh - Điện ảnh - Hành động | Jose Antonio Garcia, Michael Prestwood Smith, Michael Keller, Joel Iwataki, Gregory Steele và James Ashwill | Đề cử       | [ 171 ]         |
| Awards Circuit Community Awards                       | 28 tháng 2 năm 2014 | Hiệu ứng hình ảnh đẹp nhất                                                  | Christopher Townsend, Guy Williams, Erik Nash and Dan Sudick                                                | Đề cử       | [ 172 ]         |
| Giải thưởng của viện Hàn Lâm                          | 2 tháng 3 năm 2014  | Hiệu ứng hình ảnh đẹp nhất                                                  | Christopher Townsend, Guy Williams, Erik Nash và Dan Sudick                                                 | Đề cử       | [ 173 ]         |
| Kids' Choice Awards                                   | 29 tháng 3 năm 2014 | Phim được yêu thích                                                         | Người Sắt 3                                                                                                 | Đề cử       | [ 174 ] [ 175 ] |
| Kids' Choice Awards                                   | 29 tháng 3 năm 2014 | Người đàn ông vượt trội được yêu thích                                      | Robert Downey, Jr.                                                                                          | Đoạt giải   | [ 174 ] [ 175 ] |
| Kids' Choice Awards                                   | 29 tháng 3 năm 2014 | Nam diễn viên được yêu thích                                                | Robert Downey, Jr.                                                                                          | Đề cử       | [ 174 ] [ 175 ] |
| Location Managers Guild of America                    | 29 tháng 3 năm 2014 | Thành tựu nổi bật bởi một chuyên gia hiện trường - Phim                     | Ilt Jones                                                                                                   | Đoạt giải   | [ 176 ] [ 177 ] |
| Giải Sao Thổ                                          | 26 tháng 6 ăm 2014  | Phim chuyển thể từ truyện tranh hay nhất                                    | Iron Man 3                                                                                                  | Đoạt giải   | [ 178 ]         |
| Giải Sao Thổ                                          | 26 tháng 6 ăm 2014  | Nam diễn viên chính xuất sắc nhất                                           | Robert Downey, Jr.                                                                                          | Đoạt giải   | [ 178 ]         |
| Giải Sao Thổ                                          | 26 tháng 6 ăm 2014  | Nam diễn viên phụ xuất sắc nhất                                             | Ben Kingsley                                                                                                | Đoạt giải   | [ 178 ]         |
| Giải Sao Thổ                                          | 26 tháng 6 ăm 2014  | Nam diễn viên trẻ có diễn xuất sắc                                          | Ty Simpkins                                                                                                 | Đề cử       | [ 178 ]         |
| Giải Sao Thổ                                          | 26 tháng 6 ăm 2014  | Âm nhạc xuất sắc                                                            | Brian Tyler                                                                                                 | Đề cử       | [ 178 ]         |

## Tương lai

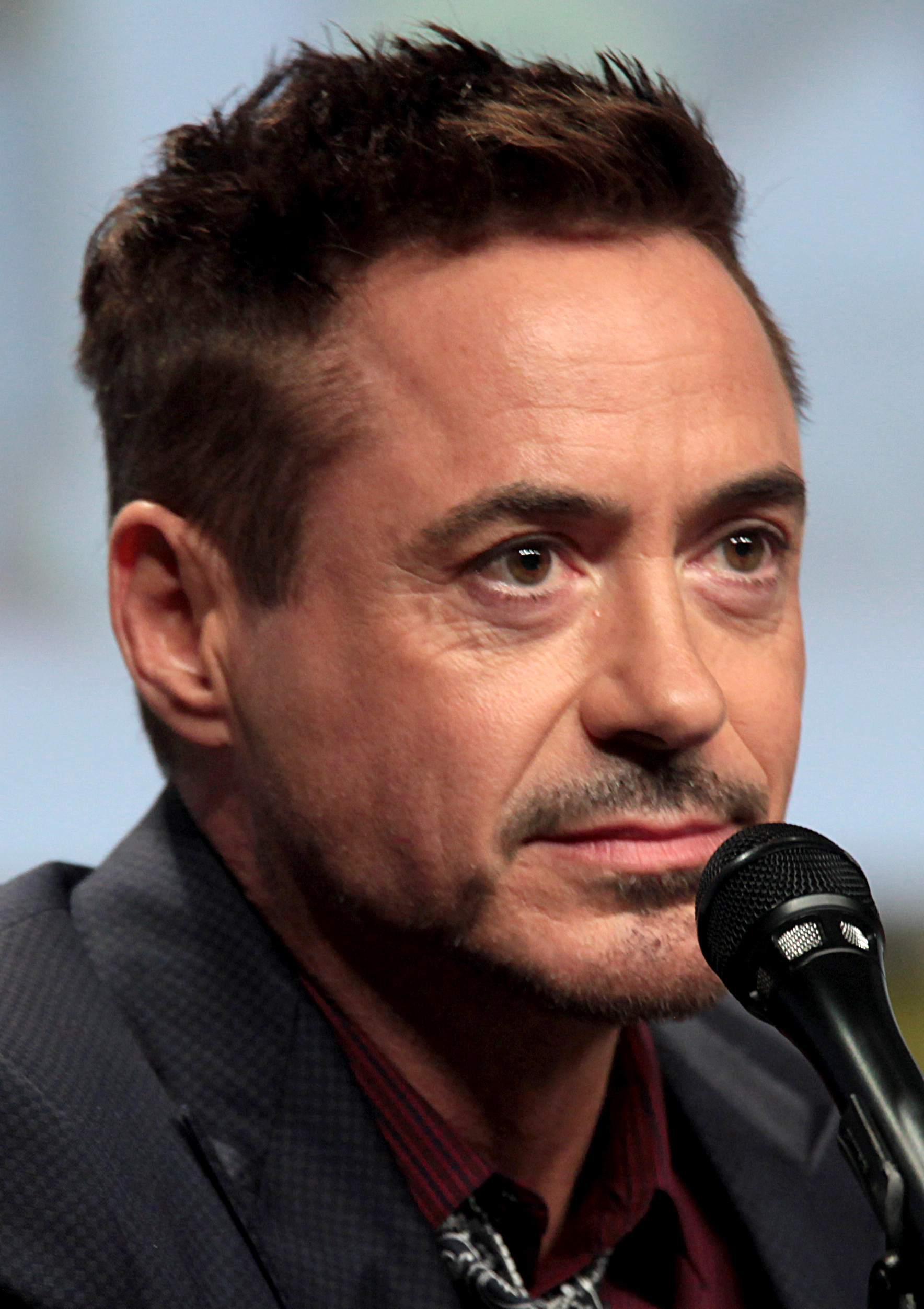
Robert Downey. Jr. sẽ tiếp tục vai diễn "Iron Man" trong 2 phần tiếp theo của The Avengers

Theo đạo diễn Shane Black, bản hợp đồng ban đầu của Downey ký kết với Marvel, vốn đã hết hiệu lực sau khi  Người Sắt 3 được phát hành, có thể sẽ được mở rộng để ông tiếp tục góp mặt trong phần 2 của The Avengers và ít nhất một phần nữa của phim Người Sắt. Black nói: "Đã có rất nhiều cuộc thảo luận về vấn đề này, kiểu như "Đây có phải là lần cuối Robert Downey, Jr. đóng phim Người Sắt?" Tôi tự nhủ đây không phải là vấn đề. Anh ấy sẽ xuất hiện trong phần 4, hay cả phần 5 nữa." Trong khi đó, Kevin Feige, chủ tịch của Marvel Studios khẳng định nhân vật Tony Stark sẽ tiếp tục là một phần quan trọng của Marvel Cinematic Universe bất chấp sự có mặt của Downey hay không. Feige còn cho biết thêm Người Sắt là một nhân vật không thể thiếu trong phần tiếp theo của The Avengers, theo như đạo diễn kiêm biên kịch Joss Whedon đã xác nhận. Downey nói ông sẽ để ngỏ khả năng gia hạn hợp đồng với Marvel, bởi ông cảm thấy: "[vẫn còn] một vài thứ khác cần làm" với nhân vật này.
Trong một buổi phỏng vấn vào tháng 4 năm 2013, Don Cheadle đề cập đến khả năng James Rhodes sẽ xuất hiện trong Captain America: The Winter Soldier và phần tiếp theo của The Avengers. Cheadle nói với tạp chí Empire rằng Người Sắt 3 có thể là phần cuối cùng của series: "Cánh cửa luôn luôn bỏ ngỏ với những phim thuộc thể loại này nhất là khi họ bắt tay vào thực hiện cũng như khi đã hoàn thành. Tôi biết có những lời nói khẳng định chúng tôi đã làm đúng, và nếu nó thành công thì nó có thể là lần cuối cùng. Luôn có nhiều công việc hơn cho những nhân vật như thế này. Chúng tôi đang đạt được những điều ngọt ngào với Tony và Rhodey, nhưng dầu sao đi chăng nữa, Robert thực sự bận rộn, anh ấy vừa có con, và nếu anh ấy nói rằng mình cần nghỉ ngơi đôi chút, tôi sẽ không trách cứ anh ấy."
Tháng 9 năm 2014, khi được hỏi về việc tiếp tục đóng vai nhân vật Pepper Potts, nữ diễn viên Gwyneth Paltrow đã nói: "Tôi vừa mới hoàn thành một tác phẩm lớn, Người Sắt 3... Vì vậy, được tham gia một phim nào đó như Thanks for Sharing, nơi nó thật là nhỏ bé, rất vui, hứng khởi và quả thực là tuyệt vời. Tôi không biết về dự án The Avengers 2. [Có lẽ] tôi đã già để quan tâm tới điều vô nghĩa đó, anh hiểu ý tôi rồi đó..."
Còn đối với Ty Simpkins, cậu bé mới ký một thỏa thuận theo đó sẽ tiếp tục tham gia 3 phim khác của hãng Marvel.
Tháng 6 năm 2013, Marvel thông báo rằng họ đã có chữ ký của Robert Downey, Jr. trong một bản hợp đồng mới với hãng này. Ông đã đồng ý tham gia phần 2 và 3 của The Avengers. Tháng 12 năm 2013, tờ báo USA Today đưa tin Don Cheadle sẽ tiếp tục vai diễn James Rhodes trong Avengers: Age of Ultron.
Năm 2014, Marvel đã phát hành một phim ngắn mang tên All Hail the King trong bản Thor: The Dark World dành cho gia đình, với vai chính Trevor Slattery do Ben Kingsley đảm nhiệm, tiếp nối câu chuyện của hắn sau khi kết thúc Người Sắt 3.

## Phụ lục

### Danh sách nhạc phim củaNgười Sắt 3
Tất cả nhạc phẩm được soạn bởi Brian Tyler.
| Iron Man 3 (Original Motion Picture Soundtrack) | Iron Man 3 (Original Motion Picture Soundtrack) | Iron Man 3 (Original Motion Picture Soundtrack) | Iron Man 3 (Original Motion Picture Soundtrack) |
| STT                                             | Nhan đề                                         | Sáng tác                                        | Thời lượng                                      |
| ----------------------------------------------- | ----------------------------------------------- | ----------------------------------------------- | ----------------------------------------------- |
| 1.                                              | "Iron Man 3"                                    |                                                 | 2:24                                            |
| 2.                                              | "War Machine"                                   |                                                 | 7:19                                            |
| 3.                                              | "Attack on 10880 Malibu Point"                  |                                                 | 4:36                                            |
| 4.                                              | "Isolation"                                     |                                                 | 2:01                                            |
| 5.                                              | "Dive Bombers"                                  |                                                 | 2:24                                            |
| 6.                                              | "New Beginnings"                                |                                                 | 3:55                                            |
| 7.                                              | "Extremis"                                      | Brian Tyler                                     | 5:07                                            |
| 8.                                              | "Stark"                                         |                                                 | 4:32                                            |
| 9.                                              | "Leverage"                                      |                                                 | 2:16                                            |
| 10.                                             | "The Mandarin"                                  |                                                 | 2:37                                            |
| 11.                                             | "Heat and Iron"                                 |                                                 | 5:43                                            |
| 12.                                             | "Misfire"                                       |                                                 | 3:27                                            |
| 13.                                             | "Culmination"                                   |                                                 | 2:30                                            |
| 14.                                             | "The Mechanic"                                  |                                                 | 3:44                                            |
| 15.                                             | "Hot Pepper"                                    |                                                 | 4:42                                            |
| 16.                                             | "Another Lesson from the Mandarin"              |                                                 | 2:57                                            |
| 17.                                             | "Dr. Wu"                                        |                                                 | 2:41                                            |
| 18.                                             | "Return"                                        |                                                 | 6:20                                            |
| 19.                                             | "Battle Finale"                                 |                                                 | 3:57                                            |
| 20.                                             | "Can You Dig It (Iron Man 3 Main Titles)"       |                                                 | 2:42                                            |
| Tổng thời lượng:                                | Tổng thời lượng:                                | Tổng thời lượng:                                | 75.53                                           |

| Heroes Fall      | Heroes Fall            | Heroes Fall                                            | Heroes Fall                                               | Heroes Fall |
| STT              | Nhan đề                | Sáng tác                                               | Nghệ sĩ                                                   | Thời lượng  |
| ---------------- | ---------------------- | ------------------------------------------------------ | --------------------------------------------------------- | ----------- |
| 1.               | "Ready Aim Fire"       | Dan Reynolds, Wayne Sermon, Ben McKee, Daniel Platzman | Imagine Dragons                                           | 4:01        |
| 2.               | "Some Kind of Joke"    | Aaron R. Bruno                                         | Awolnation                                                | 4:54        |
| 3.               | "Some Kind of Monster" | Tyler Glenn, Sam Hollander, Dave Katz                  | Neon Trees                                                | 3:48        |
| 4.               | "American Blood"       | Michael Angelakos                                      | Passion Pit                                               | 4:24        |
| 5.               | "No Time"              | Zack Rogue                                             | Rogue Wave (ban nhạc)                                     | 3:16        |
| 6.               | "One Minute More"      | Ryan Merchant, Sebu Simonian                           | Capital Cities (ban nhạc)                                 | 3:40        |
| 7.               | "Back to the Start"    | Monica Birkenes, Alexander Burke, Brian Tyler          | Mr Little Jeans                                           | 4:06        |
| 8.               | "Keep Moving"          | Andrew Stockdale                                       | Andrew Stockdale                                          | 3:02        |
| 9.               | "Redemption"           | Mark Kasprzyk, Wally Gagel                             | Redlight King                                             | 3:40        |
| 10.              | "Big Bad Wolves"       | Nicholas Petricca, Eli Maiman, Kevin Ray, Sean Waugman | Walk the Moon                                             | 2:10        |
| 11.              | "Bad Guy"              | Sean Foreman, Nathaniel Motte                          | 3OH!3                                                     | 3:07        |
| 12.              | "Let's Go All the Way" | Gary Lee Cooper                                        | The Wondergirls (cùng Ashley Hamilton và Robbie Williams) | 4:28        |
| Tổng thời lượng: | Tổng thời lượng:       | Tổng thời lượng:                                       | Tổng thời lượng:                                          | 44.6        |

### Biểu đồ doanh thu
Các số liệu đã được làm tròn